# دهستان جوقین
دهستان جوقین در شهرستان شهریار استان تهران قرار دارد. در سال ۱۳۹۷، این دهستان، به همراه دهستان فردوس و شهرهای وحیدیه و فردوسیه بخشی جدید به نام بخش جوقین را تشکیل دادند.

## نام‌شناسی
نام جوقین بنا به برخی گفته‌ها برگرفته از نام بهرام چوبین، سردار و قهرمان ملی ایران در روزگار ساسانیان در عهد خسرو پرویز، است‌که بعدها در دوره یزدگرد سوم مجدد رونق گرفته و مورد استفاده بوده‌است.
جوقین بزرگتر از آنچه که امروزه هست بوده و به مرور زمان منطقهٔ به نام جوقین کوچکتر و کوچکتر شده‌است، بسیاری از آثار تاریخی شهرستان شهریار مانندِ جوقین به حال خود رها شده‌اند، این درحالی‌است که در عین حال در همین زمان آثار باستانی به دست آمده از تپه جوقین شهریار در موزه ایران باستان شهرِ تهران در معرض نمایش گذاشته شده‌اند.

## تپه تاریخی جوقین
تپه جوقین یکی از آثار تاریخی شهرستان شهریار است که تا کنون هیچ کاوشی به روی آن صورت نگرفته‌است. تپه جوقین یکی از مهمترین و بزرگترین بناهای خشتی منطقه است که برج و باروهای آن و مصالح و خشت‌های استفاده شده در آن آثار معماری پیش از اسلام را نشان می‌دهد.
«تپه جوقین» یک قلعه نظامی تمام خشتی مربوط به دوره ساسانیان بوده که امروزه دیگر تبدیل به یک تپه شده و در دهستان جوقین در شهریار قرار دارد. این اثر در تاریخ ۵ آذر ۱۳۷۹ با شمارهٔ ثبت ۲۸۸۹ به‌عنوان یکی از آثار ملی ایران به ثبت رسیده‌است. تپه جوقین و قلعهٔ دیگری که در مرکز روستای قدیمی جوقین واقع است را به بهرام چوبین نسبت می‌دهند.

## روستاها
قجرآباد -اصیل آباد - بکه - ترپاق تپه - حصارساتی - خانه سازمانی گروه ۳۳ - رنگرز - سقرچین - فرارت - شفیع‌آباد -  - قجرتخت رستم - قشلاق مهرچین - قلعه نو - یبارک - کردامیر - قصطانک - قصبه - اسماعیل‌آباد